# Karyawangi (Pulosari)
Karyawangi is een bestuurslaag in het regentschap Pandeglang van de provincie Banten, Indonesië. Karyawangi telt 2680 inwoners (volkstelling 2010).